# Masparrito (paroisse civile)
Pour les articles homonymes, voir Masparrito.
Masparrito est l'une des trois paroisses civiles de la municipalité de Cruz Paredes dans l'État de Barinas au Venezuela. Sa capitale est Masparrito. En 2018, sa population s'élève à 610 habitants.

## Géographie

### Relief
La paroisse civile, située sur le contreforts sud-est des Andes vénézuéliennes, est dominée par les cerros Azul, El Portachuelo et Los Vegones.

### Démographie
Hormis sa capitale Masparrito, la paroisse civile possède plusieurs localités et écarts dont :
- El Carmelo
- El Masparro
- El Portachuelo
- El Vegón
- La Vega
- Lomas de Masparro
- Masparro Arriba
- Masparrito
- Vegones del Este